# Tomas Sivertsson
Lars Tomas Sivertsson (Halmstad, 21 de fevereiro de 1965) é um ex-handebolista profissional e treinador sueco, medalhista olimpico.
Tomas Sivertsson fez parte dos elencos medalha de prata de Atlanta 1996 e Sydney 2000. Ele é uma vez campeão mundial, e três vezes europeu, é o atual treinador da Suécia feminino.